# Tianzhenosaurus
Tianzhenosaurus („Ještěr z [okresu] Tchien-čen“) byl rod menšího ptakopánvého dinosaura ze skupiny „obrněných“ ankylosauridů. Zahrnuje zatím jediný známý druh (T. youngi), formálně popsaný v roce 1998 dvojicí čínských paleontologů ze sedimentů geologického souvrství Chuej-čchüan-pchu.

## Objev a popis

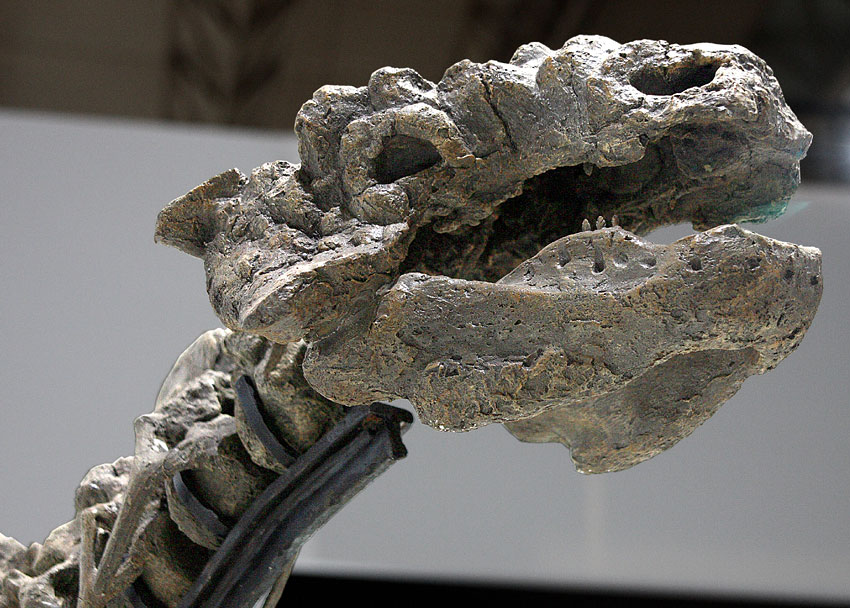
Tianzhenosaurus - detail lebky

Fosilie tianzhenosaura byly objeveny v sedimentech souvrství Chuej-čchüan-pchu. Stáří těchto vrstev není bezpečně známé, pocházejí ale nepochybně ze svrchní křídy a časové rozpětí jejich odhadovaného stáří činí zhruba 84 až 72 milionů let (věk kampán). Fosilie byly objeveny na území provincie Šan-si na východě Číny. 
Jednalo se o menšího zástupce čeledi ankylosauridů, dosahujícího pravděpodobně délky kolem 4 metrů. Lebka měřila na délku asi 28 centimetrů.
U tohoto druhu byl doložen sexuální dimorfismus, tedy odlišné rozměry a vzezření u samců a samic. Samci mají více vyvinuté útvary na lebce a dalších částech kostry a jsou celkově mohutnější než samice.

## Zařazení
Rod Tianzhenosaurus byl zástupce čeledi Ankylosauridae, tvořící sesterskou skupinu k rodu Pinacosaurus. Podle některých paleontologů je však T. youngi pouze mladším synonymem druhu Saichania chulsanensis.